# Provinciale weg 199
De provinciale weg 199 loopt van Bunschoten naar Amersfoort. Bij Amersfoort sluit de N199 aan op de autosnelweg A1.

## Gemeente Bunschoten
De N199 begint in Bunschoten bij het kruispunt met de Oostelijke Randweg (N806), en de Westsingel en heet dan de Amersfoortseweg.

## Gemeente Amersfoort
Na de gemeentegrens tussen Bunschoten en Amersfoort en de afrit 12 van de A1 heet de N199 Bunschoterstraat en loopt langs de westkant van de Amersfoortse wijk Nieuwland en het dorp Hoogland en ten oosten van de buurtschap Zeldert.
Na de brug over de Eem loopt de weg door het bedrijventerrein Isselt (Industriekwartier) en heet daar Radiumweg. Bij de Amsterdamseweg gaat de weg rechtsaf en volgt een deel van deze weg richting Soest. De N199 eindigt op het kruispunt Amsterdamseweg/ Barchman Wuytierslaan/ Birktstraat waar de N221 in beide richtingen gevolgd kan worden.
Tussen Bunschoten en Amersfoort is de weg uitgevoerd als 2x1 rijstroken en tussen de A1 en de N221 uitgevoerd met 2x2 rijstroken. 
N23 · N194 · N196 · N197 · N198 · N199 · N200 · N201 · N202 · N203 · N204 · N205 · N206 · N207 · N208 · N209 · N210 · N211 · N212 · N213 · N214 · N215 · N216 · N217 · N218 · N219 · N220 · N221 · N222 · N223 · N224 · N225 · N226 · N227 · N228 · N229 · N230 · N231 · N232 · N233 · N234 · N235 · N236 · N237 · N238 · N239 · N240 · N241 · N242 · N243 · N244 · N245 · N246 · N247 · N248 · N249 · N250 · N307

N401 · N402 · N403 · N404 · N405 · N406 · N407 · N408 · N409 · N410 · N411 · N412 · N413 · N414 · N415 · N416 · N417 · N418 · N419 · N420 · N421 · N439 · N440 · N441 · N442 · N443 · N444 · N445 · N446 · N447 · N448 · N449 · N450 · N451 · N452 · N453 · N454 · N455 · N456 · N457 · N458 · N459 · N460 · N461 · N462 · N463 · N464 · N465 · N466 · N467 · N468 · N469 · N470 · N471 · N472 · N473 · N474 · N475 · N476 · N477 · N478 · N479 · N480 · N481 · N482 · N483 · N484 · N487 · N488 · N489 · N490 · N491 · N492 · N493 · N494 · N495 · N496 · N497 · N498 · N501 · N502 · N503 · N504 · N505 · N505 (Andijk) · N506 · N507 · N508 · N509 · N510 · N511 · N512 · N513 · N514 · N515 · N516 · N517 · N518 · N519 · N520 · N521 · N522 · N523 · N524 · N525 · N526 · N527 · N806 · N830 · N848

Cursief vermelde wegen zijn voormalige Provinciale wegen